# Гуруве (район)
Гуруве (англ. Guruve) — один из семи районов провинции Центральный Машоналенд в Зимбабве. Административный центр района — город Гуруве.
Расположен на высоте 446 метров над уровнем моря. Население составляет 200 833 человека.
Состоит из 2-х округов
- Гуруве верхний сельский округ
- Гуруве нижний сельский округ